# 布雷斯地区当皮埃尔
布雷斯地区当皮埃尔（法語：Dampierre-en-Bresse，法語發音：[dɑ̃pjɛʁ ɑ̃ bʁɛs]）是法国勃艮第-弗朗什-孔泰大區索恩-卢瓦尔省的一个市镇，属于卢昂区。

## 地理
布雷斯地区当皮埃尔（46°49'37"N, 5°11'55"E）面积11.09 平方千米，位于法国勃艮第-弗朗什-孔泰大區索恩-卢瓦尔省，该省份为法国中部省份，北起顺时针与科多尔省、汝拉省、安省、罗讷省、卢瓦尔省、阿列省和涅夫勒省接壤。
与布雷斯地区当皮埃尔接壤的市镇（或旧市镇、城区）包括：布雷斯地区圣博内、拉沙佩勒圣索沃尔、梅尔旺、拉拉西讷斯。
布雷斯地区当皮埃尔的时区为UTC+01:00、UTC+02:00（夏令时）。

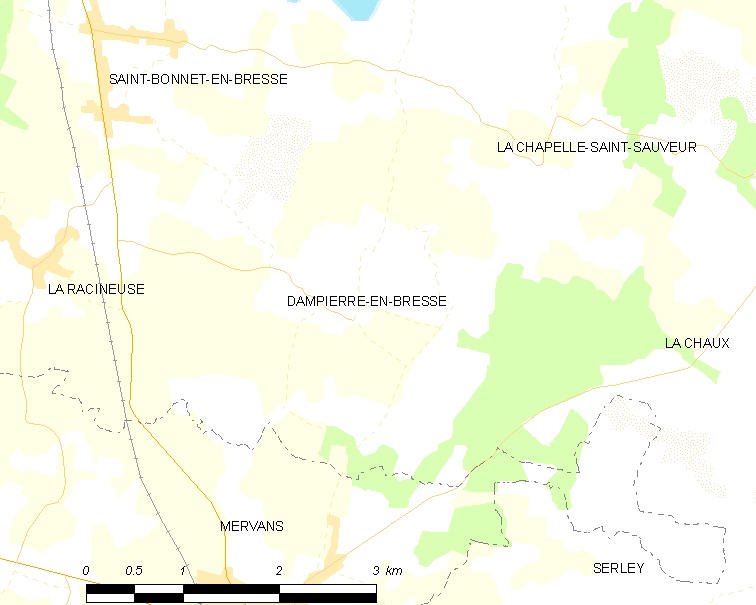
布雷斯地区当皮埃尔的OSM定位图

## 行政
布雷斯地区当皮埃尔的邮政编码为71310，INSEE市镇编码为71168。

## 政治
布雷斯地区当皮埃尔所属的省级选区为皮埃尔德布雷斯县。

## 人口

1962-2008年间布雷斯地区当皮埃尔人口变化图示

布雷斯地区当皮埃尔于2022年1月1日时的人口数量为173人。